# Château de Poppiano
Le château de Poppiano (en italien : Castello di Poppiano)  est un château médiéval situé sur la frazione de Poppiano de Montespertoli (ville métropolitaine de Florence) en Toscane,.

## Historique
Au Moyen Âge, Poppiano faisait partie du système défensif de Florence, entouré d'un triple anneau de murailles, sur une colline avec une terrasse panoramique naturelle. Il a été construit vers l'an 1000 et est mentionné au moins depuis 1199, époque à laquelle il appartenait déjà à la famille Guicciardini qui en est toujours propriétaire. Le nom dérive peut-être du romain Papia ou Poppea.
En 1359, Giovanni Acuto y campa, revenant de la bataille de Cascina. Propriété de la famille Guicciardini pendant neuf siècles, elle a été endommagée pendant le siège de Florence de 1529 (comme le rappelle le propriétaire de l'époque Francesco Guicciardini) et a été transformée en résidence au XVIIIe siècle et radicalement rénovée dans un style néogothique au XIXe siècle, après un tremblement de terre en 1812. La restauration était basée sur des dessins des propriétés Guicciardini dans d'autres résidences familiales entre val de Pesa et valdelsa, selon la mode du XVIIIe siècle.
Le château, situé sur une colline et entouré de l'ancien village, a une forme en L, avec une petite tour à l'intersection des bâtiments. Le premier étage, crénelé, a été construit au XIXe siècle, dans un style néogothique. On y accède par un escalier en pierre, côté sud.
Ses activités commerciales, depuis le XXe siècle, tournent autour de la production de vin et d'huile d'olive issus de ses propriétés.
Il fait face au Château de Montegufoni, qui lui, s'est orienté parallèlement vers la résidence touristique.

## Galerie

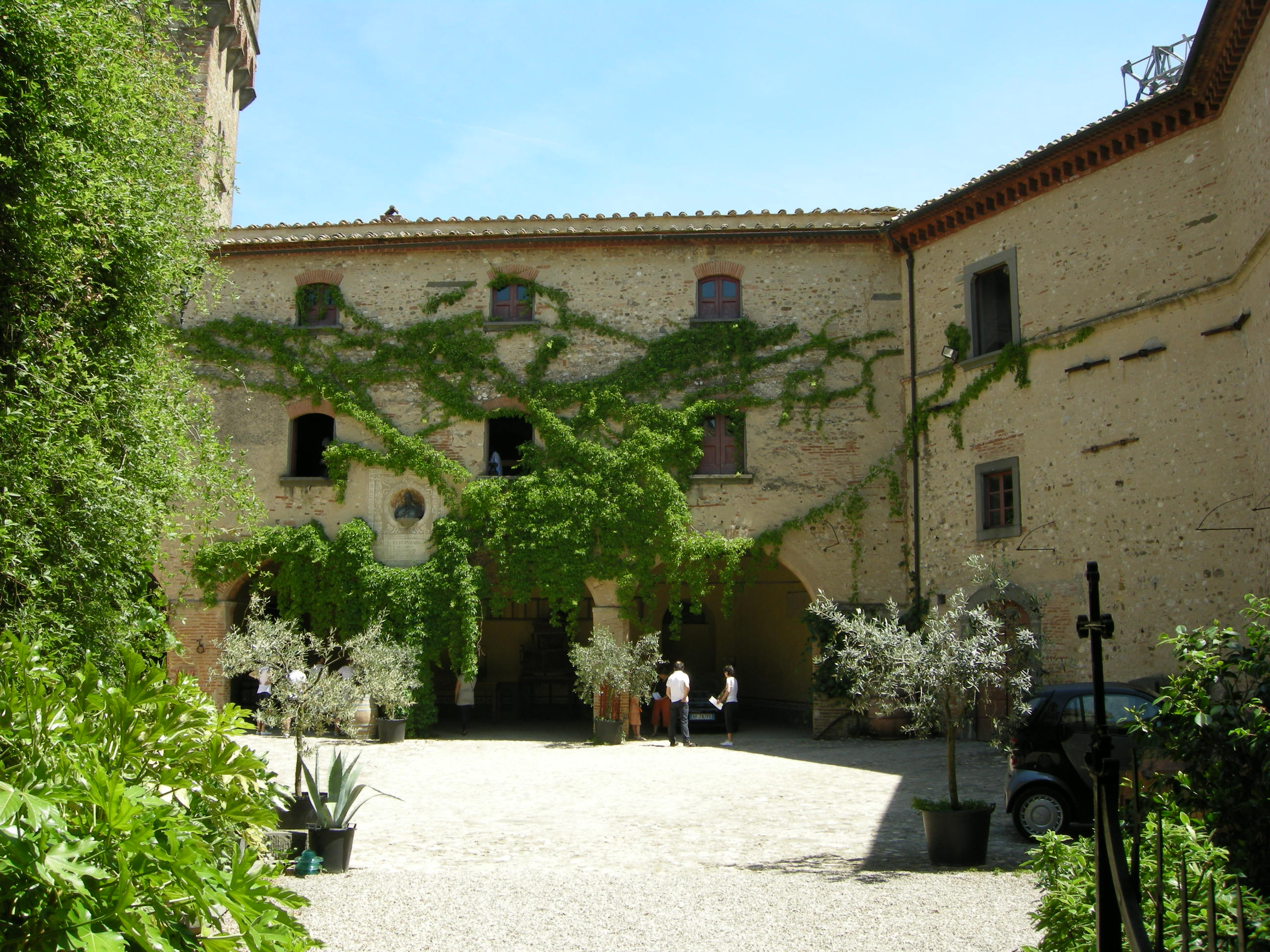
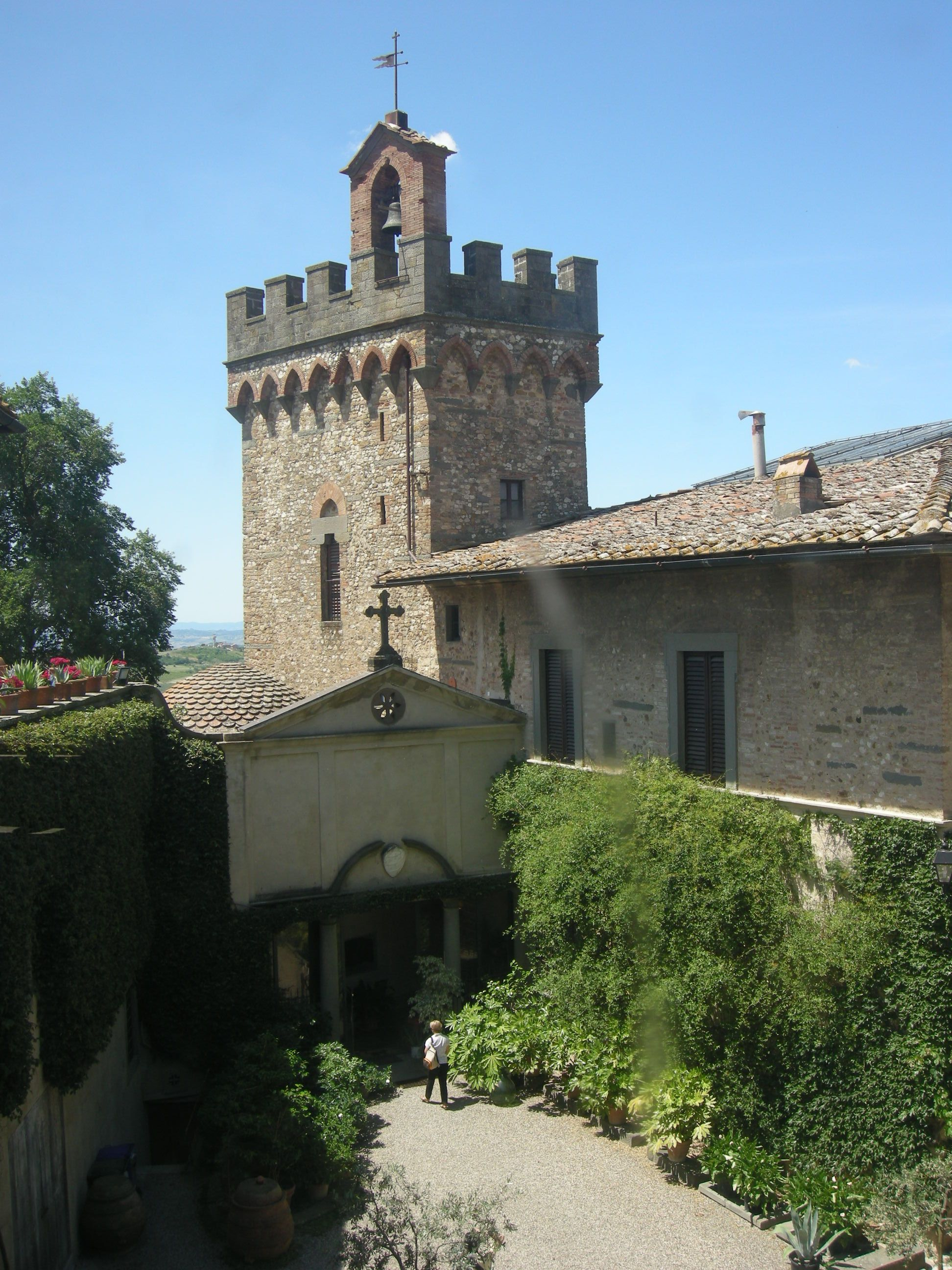
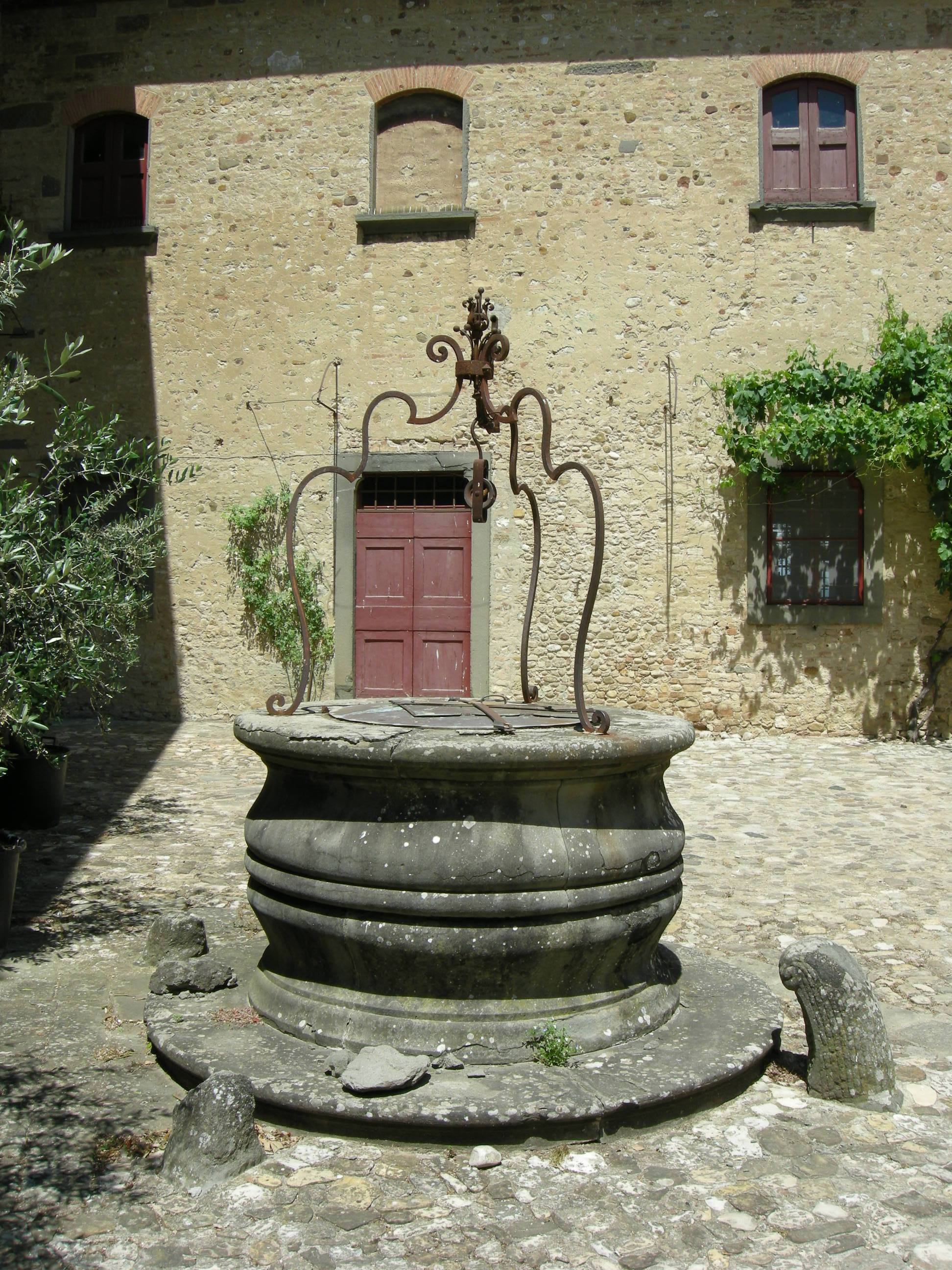
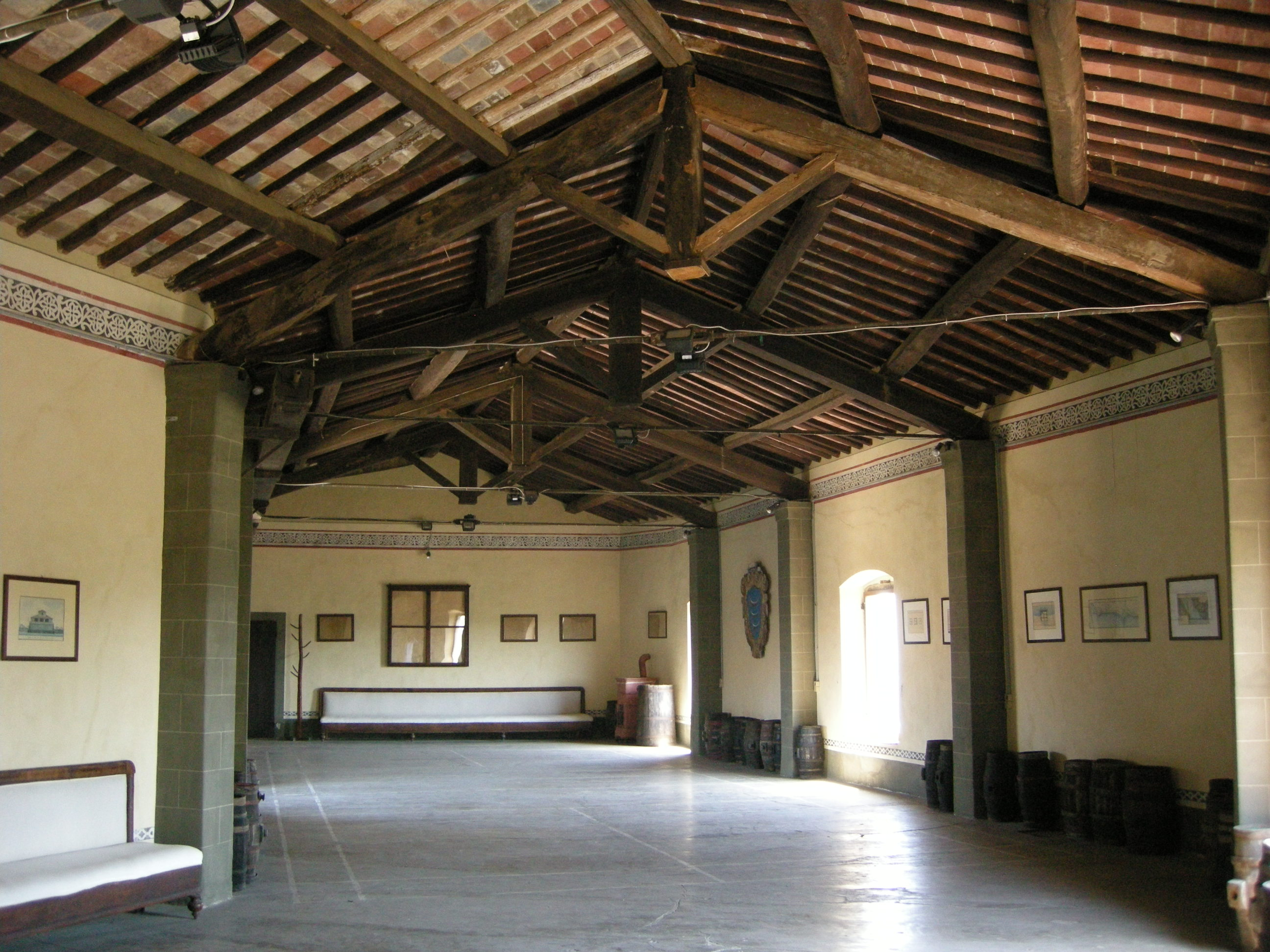